# 배기가스

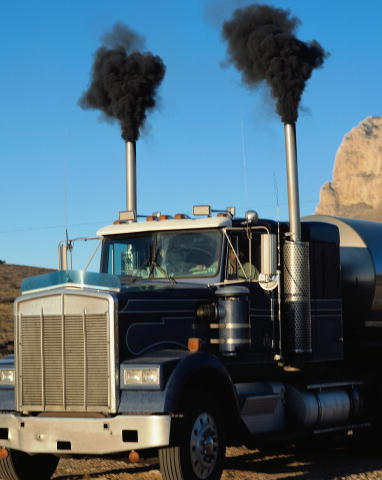

배기 가스(排氣-)는 휘발유 · 경유 등의 연료가 엔진에서 연소 하거나 다양한 화학 반응을 일으켜서 생기는 기체로 대기 중에 방출되는 것을 가리킨다. 또한 배기 가스는 차에서도 나온다. 
한국에서는 매년 12월~3월이 되면 미세먼지 계절 관리제가 시행되고 있다 보니 배출가스 5등급 노후 경유차량의 수도권 운행제한이 실시되고 있다. 국가적인 차원에서 적극적으로 배기가스 감축을 위해 노후 경유차에게 폐차시 혜택을 주고 있다.

## 같이 보기
- 대기 오염
- 자동차
- 혼잡통행료
- 유럽 배출가스 기준
- 연도가스
- 교토 의정서